# Paul Proa
Paul Proa, né le 14 mars 1798 à Châtellerault où il est mort le 8 septembre 1872, est un homme politique français.

## Biographie
D'une famille d'armateurs rochelais, fils de Jacques-Louis Proa (1762-1837), contrôleur des contributions, et d'Anne-Sophie Creuzé (1772-1860), neveu de Jean-Jacques Proa, il épouse Marie-Arthémise Orillard, fille d'un maître de poste. Il est le beau-père de Jacques Olivier Alphonse de La Fouchardière (grand-père de Georges de La Fouchardière).
Négociant, industriel et banquier, il est maire de Châtellerault en 1836, député de la Vienne de 1842 à 1848, siégeant avec les indépendants, et de 1849 à 1851, siégeant à droite, avec les monarchistes.
La ville de Châtellerault lui doit une bonne partie de sa physionomie actuelle.
À sa mort, Adolphe Thiers a dit de lui : « Des orateurs, nous en aurons toujours trop, mais des hommes d'une intelligence aussi éminente et pratique que celle de Monsieur Proa, une Chambre n'en aura jamais assez ».

## Sources
- « Paul Proa », dans Adolphe Robert et Gaston Cougny, Dictionnaire des parlementaires français, Edgar Bourloton, 1889-1891 [détail de l’édition]